# Uncle Grandpa
Uncle Grandpa è una serie televisiva animata statunitense del 2013, creata da Peter Browngardt.
Basata sull'omonimo cortometraggio animato di Browngardt contenuto inizialmente nella serie cancellata di corti The Cartoonstitute, la serie si è originata come spin-off di Secret Mountain Fort Awesome.
La serie è stata trasmessa per la prima volta negli Stati Uniti su Cartoon Network dal 2 settembre 2013 al 30 giugno 2017, per un totale di 153 episodi ripartiti su cinque stagioni. In Italia la serie è stata trasmessa su Cartoon Network dal 7 aprile 2014 al 2017.

## Trama
Uncle Grandpa, un magico umanoide mutaforme, si ferma ogni giorno nelle case dei bambini per cercare di risolvere i loro problemi attraverso una serie di disavventure caotiche e surreali. Vive con i suoi amici Marsupio, Mr. Gus, Tigre Volante Gigante e Pizza Steve nel suo camper robotico noto come Perpetual Persistence, che  usa per spostarsi. 

## Episodi
| Stagione         | Episodi | Prima TV USA | Prima TV Italia |
| ---------------- | ------- | ------------ | --------------- |
| Prima stagione   | 52      | 2013-2015    | 2014-2015       |
| Seconda stagione | 26      | 2015         | 2015            |
| Corti            | 14      | 2015-2017    | 2015            |
| Terza stagione   | 26      | 2015-2016    | 2016            |
| Quarta stagione  | 26      | 2016         | 2017            |
| Quinta stagione  | 23      | 2016-2017    | 2017            |

## Personaggi

### Personaggi principali
- Uncle Larry Grandpa (stagioni 1-5), voce originale  di Peter Browngardt, voce italiana di Roberto Stocchi. Capace di qualsiasi abilità e potere, è lo zio-nonno di tutto il mondo. È spesso goffo, buffo, esuberante e impavido, ma ha paura dei genitori, dei poliziotti e di qualsiasi altra forma d'autorità, proprio come i bambini che aiuta.
- Mr. Gus (stagioni 1-5), voce originale di Kevin Michael Richardson, voce italiana di Dario Oppido. La guardia del corpo di Uncle Grandpa, ed è un dinosauro vissuto per molti milioni di anni e capace di sputare fuoco.
- Pizza Steven "Steve" (stagioni 1-5), voce originale di Adam DeVine, voce italiana di Edoardo Stoppacciaro. Una fetta di pizza animata che indossa degli occhiali da sole e particolarmente sbruffone e dice spesso bugie su tutto.
- Tigre Volante Gigante (in originale: Giant Realistic Flying Tiger) (stagioni 1-5). L'animale domestico di Uncle Grandpa; è una tigre capace di volare.
- Marsupio (in originale: Belly Bag) (stagioni 1-5), voce originale di Eric Bauza, voce italiana di Fabrizio Mazzotta. L'assistente di Uncle Grandpa. È un marsupio rosso.

### Personaggi ricorrenti
- Miracoletto (in originale: Tiny Miracle the Robot Boy) (stagioni 1-5), voce originale di Tom Kenny, italiana di Stefano Onofri. Un ragazzo robot che compie miracoli.
- Coccolorso (in originale: Beary Nice) (stagioni 1-5), voce originale di Audie Harrison, italiana di Stefano Broccoletti. Un orsacchiotto amico di Paninozzo.
- Paninozzo (in originale: Hot Dog Person) (stagioni 1-5), voce originale di Eric Bauza, italiana di Riccardo Petrozzi. Un hot dog amico di Coccolorso.
- Charlie Burgers (stagioni 1-5), voce originale di Brian Posehn, italiana di Emiliano Reggente. Un cane parlante amico di Uncle Grandpa e i suoi amici.
- Babbo Natale (in originale: Santa Claus) (stagioni 1-5), voce originale di Bob Joles, italiana di Mino Caprio.
- Frankenstein (stagioni 1-5), voce originale di Mark Hamill. Appare a casa e non parla molto se non ruggendo.
- Xarna (stagioni 1-5), voce originale di Eric Bauza, italiana di Patrizia Salerno. Una muscolosa Guerriera dell'Apocalisse, parodia di Xena. È in missione per trovare la benzina per la sua motocicletta.
- Mago Cattivo (in originale: Evil Wizard) (stagioni 1-5), voce originale di Rob Schrab, italiana di Emiliano Reggente (st. 1) e Mino Caprio (st. 2). Un mago che va in giro per la città cercando di rendere difficile la vita alla gente, ma alla fine finisce sempre per migliorare le loro condizioni.

## Produzione

### Ideazione e sviluppo
L'ideazione della serie risale al 2006, quando Peter Browngardt ha presentato il concept originale agli studi di Cartoon Network. L'episodio pilota è stato prodotto nel 2008 e pubblicato un anno dopo su Cartoon Network Video come parte del progetto The Cartoonstitute. Nonostante sia stato acclamato dalla critica, al tempo l'episodio pilota non è stato scelto per una serie completa.
Nel 2011, Browngardt ha creato la serie animata Secret Mountain Fort Awesome, basata sulle creature apparse nel cortometraggio originale. Nonostante il fallimento della serie, che lo ha portata ad essere interrotta nel febbraio 2012, Secret Mountain Fort Awesome ha vinto diversi premi, tra cui l'ambito Crystal Award per la "Migliore produzione televisiva" al Festival internazionale del film d'animazione di Annecy. Ciò ha contribuito a rafforzare il profilo di Browngardt nell'ottenere il via libera per Uncle Grandpa.
Il 27 e il 28 luglio 2013, Cartoon Network ha trasmesso un'anteprima della serie come parte del Big Fan Weekend, insieme a Clarence e Steven Universe.

## Distribuzione

### Trasmissione internazionale
- 2 settembre 2013 negli Stati Uniti d'America e Canada su Cartoon Network;
- 3 febbraio 2014 in Spagna e Brasile su Cartoon Network;
- 1º aprile 2014 in Francia su Cartoon Network;
- 7 aprile 2014 in Italia su Cartoon Network;
- 14 aprile 2014 nel Regno Unito e Irlanda su Cartoon Network;
- 5 maggio 2014 in Australia e Turchia su Cartoon Network;
- 24 maggio 2014 in Germania e Polonia su Cartoon Network;
- 6 luglio 2014 in Medio Oriente e Africa nord-est su Cartoon Network;
- 21 settembre 2014 in Ungheria su Cartoon Network;
- 22 settembre 2014 in Romania su Cartoon Network;